# Toàn Việt thi lục
Toàn Việt thi lục (Sao lục toàn tập thơ Việt) là bộ hợp tuyển thơ chữ Hán của Việt Nam do Lê Quý Đôn, một nhà "bác học lớn của Việt Nam trong thời phong kiến" biên soạn.

## Giới thiệu sơ lược
Theo Lịch triều hiến chương loại chí (Văn tịch chí) của Phan Huy Chú, sách gồm 20 quyển, do Lê Quý Đôn vâng chỉ biên tập, chép từ nhà Lý đến đời Hồng Đức (1470–1497, đời vua Lê Thánh Tông). Lê Quý Đôn, như vậy ông không thể biên soạn Toàn Việt thi lục vào khoảng từ nhà Lý đến thời Hồng Đức được. Theo PGS.TS Hà Văn Minh, Toàn Việt thi lục có thể được biên soạn vào khoảng (sau 1761–1768), trong khi Lê Quý Đôn có thể đã lưu ý góp nhặt thơ ca từ trước đó.
Hiện có ba ý kiến khác nhau về quá trình hình thành bộ sách. Theo nhà nghiên cứu Bùi Hạnh Cẩn thì công việc sưu tầm thơ để làm ra sách bắt đầu từ năm 1757, và hoàn thành vào năm 1768. Theo Trần Văn Giáp, thì "trong khoảng thời gian nghỉ ở nhà (1765–1766), ông bắt tay biên soạn bộ sách. Năm 1767, ông lại được vời ra làm quan, đến năm sau (1768) thì sách hoàn thành." Tuy nhiên, theo Trần Thị Băng Thanh, thì công việc sưu tầm, biên soạn và hoàn thành chỉ trong vòng một năm (1768) .
Tuy có chỗ khác nhau, nhưng cả ba đều có một điểm chung là "bộ sách hoàn thành năm Mậu Tý (1768)", dâng lên vua Lê Hiển Tông đọc, nhưng chưa được khắc in, các bản chép tay hiện còn không thống nhất. Theo Trần Văn Giáp, ở Thư viện Khoa học xã hội (Hà Nội) hiện còn lưu giữ tám bản sao chép tay, song bản mang ký hiệu A. 1262 "có lẽ là bản đầy đủ và đáng tin hơn cả".

## Thông tin về bộ sách
Theo bản A. 1262, thì bộ sách hiện có 15 quyển, đóng thành 5 tập, giấy bản cũ (22 x 13,5 cm), viết chữ thảo lối cổ. Đầu quyển I có bài Lệ ngôn của tác giả thứ đến là Mục lục.

### Lệ ngôn
Trích một đoạn Lệ Ngôn của tác giả nói về nội dung và thể lệ làm sách:
...Thơ của nước ta, nào thơ của vua, các quan, các vị sư, các nho sĩ, không phải là ít và không hay...nhưng tán lạc mất nhiều. Nay tôi vâng mệnh chỉ biên tập lại thành sách, theo thứ tự thời đại, chia ra trước sau, tập hợp thành từng quyển. Trước hết là thơ của các vua quan triều Lý, Trần. Từ quyển thứ 5, thứ 6 thì chép thơ của các vua triều Lê, còn thơ của các quan triều Lê thì chép từ quyển thứ 7 trở xuống.
Phân loại các bài thơ thì theo lối "Toàn Đường thi" , xếp thành hai loại: cổ thể và cận thể.:Dưới tên các nhà thơ có ghi chép sơ lược lý lịch...nếu không rõ thì để khuyết lại. Lựa lọc thơ thì thu thập bất cứ của ai,...Nội dung thì bài nào có ý nghĩa, đúng thể tài thì lượm lấy, không câu nệ ở từng câu từng chữ...Các câu thơ của các vị sư, tuy ít mà hay, thì cũng biên vào tập. Các bài thơ của phụ nữ mà đực truyền tụng, đều có thu lượm. Sau cùng phụ chép cả thơ của các sứ thần Trung Quốc và của người nước ngoài, như thơ của sứ thần Triều Tiên trao đổi với sứ thần của ta ở Trung Quốc...

### Mục lục
- Quyển I gồm thơ đời nhà Lý (số nhà thơ: 2, số bài thơ: 4), các vua nhà Trần và nhà Hồ (số nhà thơ: 8, số bài thơ: 73).
- Quyển II gồm thơ các tác giả đời Lý (số nhà thơ: 1, số bài thơ: 3) và đời Trần (số nhà thơ: 24, số bài thơ: 148).
- Quyển III gồm thơ các tác giả đời Trần (số nhà thơ: 15, số bài thơ: 148).
- Quyển IV gồm thơ các tác giả đời Hồ (số nhà thơ: 6, số bài thơ: 139), đời Hậu Trần (số nhà thơ: 2, số bài thơ: 2), các nhà sư (số nhà thơ: 11, số bài thơ: 36),
- Quyển V gồm thơ các vua nhà Hậu Lê (số nhà thơ: 3, số bài thơ: 145).
- Quyển VI gồm thơ các vua nhà Hậu Lê (số nhà thơ: 3, số bài thơ: 228).
- Quyển VII gồm thơ các tác giả đời Hậu Lê (số nhà thơ: 4, số bài thơ: 177).
- Quyển VIII gồm thơ các tác giả đời Hậu Lê (số nhà thơ: 2, số bài thơ: 160).
- Quyển IX gồm thơ các tác giả đời Hậu Lê (số nhà thơ: 28, số bài thơ: 138).
- Quyển X gồm thơ các tác giả đời Hậu Lê (số nhà thơ: 14, số bài thơ: 52).
- Quyển XI gồm thơ các tác giả đời Hậu Lê (số nhà thơ: 16, số bài thơ: 156).
- Quyển XII gồm thơ các tác giả đời Hậu Lê (số nhà thơ: 1, số bài thơ: 160).
- Quyển XIII gồm thơ các tác giả đời Hậu Lê (số nhà thơ: 5, số bài thơ: 184).
- Quyển XIV gồm thơ các tác giả đời Hậu Lê (số nhà thơ: 20, số bài thơ: 163).
- Quyển XV gồm thơ các tác giả đời Hậu Lê (số nhà thơ: 10, số bài thơ: 216).

Tổng cộng gồm 175 nhà thơ và 1.779 bài thơ, trong đó có 21 bài khuyết danh.
Theo Trần Văn Giáp thì bản sách này còn thiếu 5 quyển, từ 16 đến 20 và Phụ lục. Ông viết: "Trong 5 quyển thiếu đó có ghi một số thơ từ của các nho sĩ thường dân, của các nhà sư, của các nữ thi sĩ các triều đại và của các sứ thần Trung Quốc sang ta, của các sứ giả Triều Tiên trao đổi với các sứ giả ta khi gặp nhau ở Trung Quốc... đã trích Dù thiếu, nhưng đây là bản đáng tin nhất, vì chữ viết cũng như khuôn khổ sách đều cổ nhất, đúng lối triều Lê. Còn bảy bản khác chỉ là sao chép nhau, chỉ có bản mang ký hiệu A. 132 là có vẻ đầu đủ hơn, nhưng số quyển lại nhiều hơn số 20 quyển như ghi trong Phan Huy Chú, và nó lại là bản do Thư viện Bác cổ cũ thuê sao, và không nói sao chép ở đâu ra."

## Giá trị
Trong những hợp tuyển thơ Việt Nam biên tập trước thế kỷ 18, Toàn Việt thi lục có quy mô lớn nhất. Mặc dù sách viết tay và còn nhiều lầm lẫn, nhưng bộ sách vẫn là kho báu của nền văn hóa dân tộc Việt, cần cho công tác nghiên cứu hiện nay.

## Sách tham khảo
- Phan Huy Chú, Lịch triều hiến chương loại chí (Tập 3). Nhà xuất bản Khoa học xã hội, 1992.
- Trần Văn Giáp, Tìm hiểu kho sách Hán Nôm. Nhà xuất bản Khoa học xã hội, 2003.
- Trần Thị Băng Thanh, mục từ "Toàn Việt thi lục" in trong Từ điển văn học (bộ mới). Nhà xuất bản Thế giới, 2004.
- Bùi Hạnh Cẩn, Lê Quý Đôn. Nhà xuất bản Văn hóa, 1985.
- Nhiều người soạn, Theo Từ điển bách khoa Việt Nam mục từ "Toàn Việt thi lục"
- Nghiên cứu văn bản Toàn Việt thi lục của Lê Quý Đôn Hà Văn Minh 2007